# Stare podania czeskie (Jirásek)
Stare podania czeskie (cz. Staré pověsti české) – zbiór opowiadań czeskiego pisarza Aloisa Jiráska, opublikowany w 1894. Zawiera legendy opowiadające o wydarzeniach z historii Czech od czasów najdawniejszych. Zbiór uporządkował i ukształtował w dużym stopniu czeską tradycję narodową. Był bardzo popularny. Istnieje polski przekład Marii Erhardtowej.